# Landbouwkrediet-Colnago/2006
Deze pagina geeft een overzicht van de Landbouwkrediet-Colnago-wielerploeg in 2006.

## Algemene gegevens
Sponsor: Landbouwkrediet, Colnago
Algemeen manager: Gérard Bulens
Ploegleiders: Claude Criquielion, Jef De Bilde, Marco Saligari, Claude Van Coillie
Fietsen: Colnago
Onderdelen: Campagnolo

## Lijst van renners
| Naam                       | Geboortedatum | Nationaliteit       | Ploeg 2005                           |
| -------------------------- | ------------- | ------------------- | ------------------------------------ |
| Frédéric Amorison          | 16-02-1978    | België              | Davitamon-Lotto                      |
| Andy Cappelle              | 30-04-1979    | België              | Geen ploeg                           |
| Mathieu Criquielion        | 27-04-1981    | België              |                                      |
| Steven Cummings            | 19-03-1981    | Verenigd Koninkrijk |                                      |
| Bert De Waele              | 21-07-1975    | België              |                                      |
| Sjef De Wilde              | 03-05-1981    | België              | Bodysol-Win for Life-Jong Vlaanderen |
| Grégory Habeaux            | 20-10-1982    | België              |                                      |
| Steven Kleynen             | 22-12-1977    | België              | Chocolade Jacques-T Interim          |
| Jean-Claude Lebeau         | 05-06-1979    | België              |                                      |
| Paul Manning               | 06-11-1974    | Verenigd Koninkrijk | Recycling.co.uk-MG X-Power           |
| Filip Meirhaeghe           | 05-03-1971    | België              | Geen ploeg                           |
| Kevin Neirynck             | 16-11-1982    | België              | Neo                                  |
| Sven Renders               | 12-08-1981    | België              |                                      |
| Nico Sijmens               | 01-04-1978    | België              |                                      |
| Jean-Paul Simon            | 26-03-1982    | België              |                                      |
| Jurgen Van Loocke          | 01-07-1980    | België              |                                      |
| James Vanlandschoot        | 26-08-1978    | België              |                                      |
| David Verheyen             | 15-09-1981    | België              |                                      |
| Johan Verstrepen           | 21-10-1967    | België              |                                      |
|                            |               |                     |                                      |
| Edward Clancy (stagiair)   | 12-03-1985    | Verenigd Koninkrijk | Team Sparkasse                       |
| Joeri Clauwaert (stagiair) | 03-07-1983    | België              |                                      |
| Kevin Maene (stagiair)     | 29-11-1981    | België              |                                      |

## Belangrijke overwinningen
| Gemenebestspelen Achtervolging: Paul Manning Ploegenachtervolging: Paul Manning, Steven Cummings GP Rudy Dhaenens Winnaar: Filip Meirhaeghe Belgisch kampioenschap mountainbike Cross-country: Filip Meirhaeghe Ronde van Wallonië 3e etappe: Nico Sijmens |

1992 · 1993 · 1994 · 1995 · 1996 · 1997 · 1998 · 1999 · 2000 · 2001 · 2002 · 2003 · 2004 · 2005 · 2006 · 2007 · 2008 · 2009 · 2010 · 2011 · 2012 · 2013 · 2014